# 女神のハテナ
女神のハテナ（めがみのハテナ）は、日本テレビ系で、2007年4月3日から2007年9月25日まで、毎週火曜日の23:55～翌0:26（JST）に放送されていたバラエティ番組。
放送時間は時間変更となる場合もあった。

## 概要
週替わりでお笑い芸人が、様々な疑問を解明する。
タイトルは「？」と、おそらくギリシア神話の女神アテナに由来。

## 出演

### ハテナアナ
今週のハテナアナとして、進行（頭の上に左右2つのハテナマークのついたカチューシャをつける。）
- 第1回、第2回、第16回、運試しすごろく日本列島特別編：馬場典子（ハテナアナ1号）
- 第3回：山本真純（ハテナアナ2号）
- 第4回、第11回、第15回：森富美（ハテナアナ3号）
- 第5回、第10回、第14回、第20回：古閑陽子（ハテナアナ4号）
- 第6回、第9回：葉山エレーヌ（ハテナアナ5号）
- 第7回、第12回：豊田順子（ハテナアナ6号）
- 第8回、第13回、第18回：古市幸子（ハテナアナ7号）
- 第17回、第21回：山本舞衣子（ハテナアナ8号）
- 第19回：松本志のぶ（ハテナアナ9号）
- 第22回：阿部哲子（ハテナアナ10号）

### ハテナコメンテーター
- あびる優

### ハテナ芸人
- 1号：アンジャッシュ
- 2号：ザ・たっち
- 3号：クワバタオハラ
- 4号：はなわ
- 5号：博多華丸・大吉
- 6号：チュートリアル
- 7号：安田大サーカス
- 8号：フットボールアワー
- 9号：ヒロシ
- 10号：スピードワゴン
- 11号：サバンナ
- 12号：ケンドーコバヤシ、久保田和靖（とろサーモン）、宇治原史規（ロザン）
- 13号：次長課長
- 14号：ビビる大木、原口あきまさ、ザブングル

### ナレーター
- 徳山靖彦
- 西川宏美

## 主な企画

### ザ・たっちの運試しすごろく日本列島
- ハテナ芸人：ザ・たっち

「すごろく日本列島」ゴールするまで続く企画。
ザ・たっちの二人が、サイコロを近くにいた人に振ってもらい、目の合計分進み、鹿児島中央駅から東京駅を目指して、各駅停車の列車で移動する。
奇数のゾロ目が出た場合は出た目の2倍進み、偶数のゾロ目が出た場合は合計分後退する。
これを繰り返してサイコロを振ってもらう人から、「幸運なエピソード」を話してもらう。
当初はサイコロ2個だったが、24投目から3個になる。
レギュラー放送内でゴールすることができなかったため、日本テレビでは2007年11月24日の10時30分から、このコーナーの続きだけの特別番組が放送された。ゴールが日本テレビ屋上になったため、目的地は新橋駅になった。このコーナーでは、「桃太郎電鉄」の曲が使用されていた。

#### 経路
鹿児島中央駅～日豊本線～隼人駅～肥薩線～八代駅～鹿児島本線～門司駅～山陽本線～下関駅～山陰本線～綾部駅～舞鶴線～東舞鶴駅～小浜線～敦賀駅～北陸本線～糸魚川駅～大糸線～松本駅～篠ノ井線～塩尻駅～中央本線～甲府駅～身延線～富士駅～東海道本線～新橋駅
- 1投目（2007年4月3日）鹿児島県の日豊本線鹿児島中央駅スタート→3と3で合計の倍の12駅前進→肥薩線嘉例川駅へ
- 2投目（2007年4月10日）肥薩線嘉例川駅→2と6で8駅前進→熊本県に入り「しんぺい号」で肥薩線大畑駅へ
- 3投目（2007年4月17日）大畑駅→3と4で7駅前進→肥薩線白石駅
- 4投目（2007年4月17日）白石駅→1と5で6駅前進→肥薩線葉木駅
- 5投目（2007年4月24日）葉木駅→2と5で7駅前進→鹿児島本線小川駅
- 6投目（2007年4月24日）小川駅→1と4で5駅前進→鹿児島本線上熊本駅
- 7投目（2007年5月1日）上熊本駅→3と6で9駅前進→鹿児島本線長洲駅
- 8投目（2007年5月1日）長洲駅→2と5で7駅前進→福岡県に入り鹿児島本線南瀬高駅
- 9投目（2007年5月8日）南瀬高駅→6と6で12駅後退→熊本県に逆戻りで鹿児島本線田原坂駅
- 10投目（2007年5月8日）田原坂駅→1と6で7駅前進→鹿児島本線荒尾駅へ（荒尾競馬場に行く）
- 11投目（2007年5月15日）荒尾駅→1と6で7駅前進→再び福岡県に入り鹿児島本線船小屋駅
- 12投目（2007年5月22日）船小屋駅→2と6で8駅前進→佐賀県に入り鹿児島本線弥生が丘駅
- 13投目（2007年5月29日）弥生が丘駅→2と6の8駅前進→福岡県に入り鹿児島本線大野城駅
- 14投目（2007年6月5日）大野城駅→5と5の合計の倍の20駅前進→鹿児島本線遠賀川駅（博多へ戻り宿泊）
- 15投目（2007年6月5日）遠賀川駅→2と4の6駅前進→鹿児島本線スペースワールド駅（スペースワールドへ行く）
- 16投目（2007年6月12日）スペースワールド駅→2と5の7駅前進→九州を脱出して本州へ。山口県の山陽本線下関駅（下関港の唐戸市場へ行く）
- 17投目（2007年6月19日）下関駅→2と4の6駅前進→山陰本線梅ケ峠駅
- 18投目（2007年6月26日）梅ケ峠駅→1と2の3駅前進→山陰本線小串駅
- 19投目（2007年7月3日）小串駅→2と5の7駅前進→山陰本線長門粟野駅（角島へ）
- 20投目（2007年7月10日）長門粟野駅→1と3の4駅前進→山陰本線黄波戸駅
- 21投目（2007年7月17日）黄波戸駅→5と5の合計の倍の20駅前進→島根県に入り山陰本線岡見駅
- 22投目（2007年7月17日）岡見駅→1と6の7駅前進→山陰本線久代駅（島根県立しまね海洋館アクアスへ）
- 23投目（2007年7月24日）久代駅→1と4の5駅前進→山陰本線浅利駅
- 24投目（2007年7月31日）浅利駅→2と2と6の10駅前進→山陰本線久手駅（石見銀山へ）今回からサイコロが1個増えて3個になる
- 25投目（2007年8月7日）久手駅→2と3と3の8駅前進→山陰本線直江駅（出雲大社へ）
- 26投目（2007年8月14日）直江駅→2と3と4の9駅前進→山陰本線荒島駅
- 27投目（2007年8月14日）荒島駅→1と2と6の9駅前進→鳥取県に入り山陰本線下市駅
- 28投目（2007年8月21日）下市駅→3と4と6の13駅前進→山陰本線末恒駅
- 29投目（2007年8月21日）末垣駅→1と2と2の5駅前進→山陰本線大岩駅
- 30投目（2007年8月21日）大岩駅→1と4と5の10駅前進→兵庫県に入り山陰本線柴山駅
- 31投目（2007年8月28日）柴山駅→2と3と5の10駅前進→山陰本線和田山駅
- 32投目（2007年8月28日）和田山駅→2と5と5の12駅前進→舞鶴線西舞鶴駅（舞鶴港の魚市場へ）
- 33投目（2007年8月28日）西舞鶴駅→1と2と5の8駅前進→福井県に入り小浜線加斗駅（蘇洞門遊覧船へ）
- 34投目（2007年9月4日）加斗駅→1と4と5の10駅前進→小浜線三方駅
- 35投目（2007年9月4日）三方駅→2と4と6の12駅前進→北陸本線武生駅
- 36投目（2007年9月4日）武生駅→2と2と4の8駅前進→北陸本線丸岡駅（東尋坊へ）
- 37投目（2007年9月11日）丸岡駅→1と3と5の9駅前進→石川県に入り北陸本線明峰駅
- 38投目（2007年9月11日）明峰駅→1と3と6の10駅前進→北陸本線森本駅
- 39投目（2007年9月11日）森本駅→1と1と3の5駅前進→富山県に入り北陸本線西高岡駅
- 40投目（2007年9月11日）西高岡駅→4と6と6の16駅前進→北陸本線越中宮崎駅（宮崎海岸（ヒスイ海岸）へ）
- 41投目（2007年9月11日）越中宮崎駅→3と6と6の15駅前進→長野県に入り大糸線信濃森上駅
- 42投目（2007年9月18日）信濃森上駅→2と4と5の11駅前進→大糸線信濃大町駅
- 43投目（2007年9月18日）信濃大町駅→2と3と4の9駅前進→大糸線穂高駅（大王わさび農場へ）
- 44投目（2007年9月18日）穂高駅→3と3と6の12駅前進→篠ノ井線平田駅
- 45投目（2007年9月24日）平田駅→2と2と6の10駅前進→中央本線上諏訪駅（諏訪湖へ）
- 46投目（2007年9月24日）上諏訪駅→2と3と5の10駅前進→山梨県に入り中央本線新府駅
- 47投目（2007年11月24日）新府駅→2と3と6の11駅前進→身延線小井川駅
- 48投目（2007年11月24日）小井川駅→3と5と6の14駅前進→身延線塩之沢駅
- 49投目（2007年11月24日）塩之沢駅→3と5と6の14駅前進→静岡県に入り身延線入山瀬駅（途中、富士宮駅で降りてやきそばを食べる）
- 50投目（2007年11月24日）入山瀬駅→2と2と3の7駅前進→東海道本線片浜駅（宿泊）
- 51投目（2007年11月24日）片浜駅→1と3と4の8駅前進→神奈川県に入り東海道本線早川駅
- 52投目（2007年11月24日）早川駅→1と3と4の8駅前進→東海道本線辻堂駅
- 53投目（2007年11月24日）辻堂駅→1と3と5の9駅前進→東京都に入り東海道本線新橋駅（ちょうど9駅目で新橋に着くために、品川駅で山手線に乗り換えたことになっている）
- 日本テレビの屋上にゴールゲートが設けられた。

### 露出度の高い服を着ている女性が見られてもOKな距離は?
- 2007年4月3日放送
- アンジャッシュ

露出度の高い女性にどこまで近づいてみても大丈夫かを調査、ここまでならというところまでの長さを測り、そのところから「ガン見隊」（プロデューサー、AD3名の4名）が登場し「ガン見」する。

### 軽-1グランプリ
- 2007年4月10日、5月22日、7月17日、8月14日放送
- クワバタオハラ

日本一軽い女性を決めるまで続く。尻軽の女性が次々と軽いと思う女性を紹介して行き、日本一軽い女は誰かを決定する。誰かを紹介しないとその人が、日本一軽い女に認定されてしまう。1回の放送で最後に紹介された人が、暫定王者となり、次期挑戦者へと続いていく。

### 私がAV女優になった理由
- 2007年4月17日、5月14日、6月25日、7月23日放送
- はなわ

AV女優（主に企画女優）に直接会って様々なリスクを背負ってまでAV女優になる理由、仕事・給料など様々なインタビューをして深層心理に迫る。
- 第1回（2007年4月17日） 今野梨乃、久保川純
- 第2回（2007年5月14日） @YOU、音原亜子
- 第3回（2007年6月25日） 紅音ほたる、鳥中なぎさ
- 第4回（2007年7月23日） 小澤マリア、持田茜

### 激変ビフォーアフター 上京娘の私生活調査
- 2007年4月24日放送
- 博多華丸・大吉

博多華丸が、娘を激愛していて、娘が変貌しないか心配だという親心から生まれた親バカ企画。
九州から東京に出てきた女の子の激変ぶりを徹底調査&プチ説教。
コーナーBGMは、大改造!!劇的ビフォーアフター（テレビ朝日）で使われた曲を使用。

### アイドルの本性
- 2007年5月1日、7月3日放送
- チュートリアル

ニセオーディションとしてアイドル8人を集め、アイドルの部屋の様子をマジックミラー越しからのぞき見（チュートリアル徳井+変態仲間5人）し、色々妄想しながら分析する。
参加アイドル
- 第1回（2007年5月1日）
- 第2回（2007年7月3日） 南まりか、青島あきな、石野夏海、吉野ももみ、永作あいり、島田和菜、太田彩乃

### 現代の女性に羞恥心は残っているのか?
- 2007年5月8日放送
- アンジャッシュ

アンジャッシュが、街中で声をかけた女性は、男性のシンボルを色々な言葉10種類で、どこまで言えるのか境界線を調べる。半数以上が、ある特定の言葉のところで戸惑って言えなくなってしまう。

### お宝画像選手権
- 2007年5月29日放送
- 安田大サーカス

携帯お宝画像ハンターとして、メンバー3人がそれぞれの場所（団長：渋谷、HIRO：銀座、クロちゃん：六本木）に行き、若い女性の携帯の珍しい画像やエロい画像を探し、どれが一番かを決める。メンバーたちは一番が決められず、コメンテーターのあびる優に決めてもらうことにした。

### 大人のための性教育講座
- 2007年6月5日、6月19日放送
- フットボールアワー、西川史子

### Hな言葉のもっと言いやすい表現はないのか?
- 2007年6月12日放送
- アンジャッシュ、岩井志麻子、イジリー岡田、川野将一

普段使いにくいHな言葉の比喩表現を考える。審査員は岩井が務め、サバイバル方式で行われる。

### 1MINUTE SHOW
- 2007年6月19日、6月26日放送
- あびる優

アイドルが1分間で水着に着替えるコーナー。1分以内に着替えることが出来たら賞金1万円が授与される。
- 第1回（2007年6月19日） 大上留依 失敗
- 第2回（2007年6月26日） 北田優歩 失敗

### ブラとり選手権
- 2007年6月19日、6月26日放送
- あびる優

女性に服を着たままブラジャーを取ってもらいその時間を測定する。
- 第1回（2007年6月19日） 真壁万緒 15秒13
- 第2回（2007年6月26日） 松浦明日香 9秒62

### デリバリーヘルスってどんなお仕事?
- 2007年7月10日放送
- ヒロシ

デリバリーヘルスで働きたい女性を連れて、実際にデリヘルで働く女性に密着する。

### イケない女の実態調査
- 2007年7月31日放送
- スピードワゴン

男を手玉にとり、利用するイケない女を取り調べする。

### 恥ずかしい水着の境界線
- 2007年8月7日放送
- サバンナ

大阪のプールで様々な水着を用意して、どこまで着られるかの境界線を調べる。

### 感度の良い子は霊感が強いって本当?
- 2007年8月21日放送
- はなわ

霊媒師の引法院恵正とAV女優6名（今野梨乃、@YOU、紅音ほたる、持田茜、範田紗々、倖田梨紗）と共に心霊スポットに行き、検証する。

### 女心KING
- 2007年8月29日放送
- ケンドーコバヤシ、サバンナ（高橋はスタジオで質問し、八木は天の声役を担当。）、久保田和靖（とろサーモン）、宇治原史規（ロザン）

4人が会場にいる女性（女子大生）100人に質問していきお題の%に最も近い質問が出来た人が勝ち。お題の%に最も近い質問を多く出来た人が「女心を最も理解している人」となる。太字がお題の%に最も近かった質問。
baseよしもとスタジオで収録。
- 第1問「5%の女子大生が好きな男性のタイプ」
  - 宇治原「指毛が生えている」→3%
  - コバヤシ「母親を「ママ」と呼ぶ」→3%
  - 高橋「（30歳の）童貞」→8%
  - 久保田「童貞（を狙ってHしている）」→4%
- 第2問「5%の女子大生が言われて傷ついた一言」
  - コバヤシ「クサッ!!」→24%
  - 高橋「ブラださっ!」→4%
- 第3問「10%の女子大生が見た彼氏の秘密」
  - 宇治原「携帯電話の女性名を男性名に偽装」→6%
  - コバヤシ「ジャニーズ系の男とHしていた」→2%
- 第4問「1%の女子大生が持っている変な癖」
  - 宇治原「友達が家に泊まりに来るとお風呂場でひとりHがしたくなる」→6%
  - コバヤシ「ひとりHでは自分が男役」→10%
  - 高橋「ひとりHで野菜を使う」→2%
  - 久保田「ひとりHで使った野菜は食べる」→1%
- その他の質問
  - 「今日ノーブラの女子大生」→3%
  - 「今日ノーパンの女子大生」→2%
  - 「彼氏の携帯電話を見た事がある」→48%
  - 「ひとりHをしたことがある」→47%
  - 「AVを見たことがある」→77%

### 変態さんいらっしゃい!
- 2007年9月4日放送
- アンジャッシュ

一風変わった趣味を持つカップルの悩みを聞き出す。

### 女優さんとガチでコントは出来るのか?
- 2007年9月11日放送
- 次長課長、フットボールアワー、ソニン

### クイズ!領収書の女
- 2007年9月18日放送
- ビビる大木、原口あきまさ、ザブングル、岩井志麻子、あびる優

「女性の1週間の領収書を見て、その人の職業を当てることは出来るのか?」という疑問を調査する。
- 第一問
  - レースクイーン 山崎みどり
- 第二問
  - AV女優 乙音奈々
- 第三問
  - SM嬢

### AV女優座談会
- 2007年9月25日放送
- はなわ
「私がAV女優になった理由」の最終回特別編。
  - 人気AV女優6人（紅音ほたる、持田茜、@YOU、今野梨乃、範田紗々、倖田梨紗）にAV業界の裏話を暴露してもらう。

## クロニカル
| 回 | 放送日        | コーナー(疑問)                                                                                       | ハテナ芸人                                                                           |
| -- | ------------- | --- | ------------------------------------------------------------------------------------ |
| 1  | 2007年4月3日  | 露出度の高い服を着ている女性が見られてもOKな距離は? ザ・たっちの運試しすごろく日本列島               | アンジャッシュ ザ・たっち                                                            |
| 2  | 2007年4月10日 | 軽-1グランプリ（1） ザ・たっちの運試しすごろく日本列島                                               | クワバタオハラ ザ・たっち                                                            |
| 3  | 2007年4月17日 | 私がAV女優になった理由（1） ザ・たっちの運試しすごろく日本列島                                       | はなわ ザ・たっち                                                                    |
| 4  | 2007年4月24日 | 劇変ビフォーアフター 上京娘の私生活調査 ザ・たっちの運試しすごろく日本列島                           | 博多華丸・大吉 ザ・たっち                                                            |
| 5  | 2007年5月1日  | アイドルの本性（1） ザ・たっちの運試しすごろく日本列島                                               | チュートリアル ザ・たっち                                                            |
| 6  | 2007年5月8日  | 現代の女性に羞恥心は残っているのか? ザ・たっちの運試しすごろく日本列島                               | アンジャッシュ ザ・たっち                                                            |
| 7  | 2007年5月15日 | 私がAV女優になった理由（2） ザ・たっちの運試しすごろく日本列島                                       | はなわ ザ・たっち                                                                    |
| 8  | 2007年5月22日 | 軽-1グランプリ（2） ザ・たっちの運試しすごろく日本列島                                               | クワバタオハラ ザ・たっち                                                            |
| 9  | 2007年5月29日 | お宝画像選手権 ザ・たっちの運試しすごろく日本列島                                                    | 安田大サーカス ザ・たっち                                                            |
| 10 | 2007年6月5日  | 大人の性教育講座 ザ・たっちの運試しすごろく日本列島                                                  | フットボールアワー ザ・たっち                                                        |
| 11 | 2007年6月12日 | Hな言葉のもっと言いやすい表現はないのか? ザ・たっちの運試しすごろく日本列島                          | アンジャッシュ ザ・たっち                                                            |
| 12 | 2007年6月19日 | 大人の性教育講座 ザ・たっちの運試しすごろく日本列島 1MINUTE SHOW（1） ブラとり選手権（1）            | フットボールアワー ザ・たっち                                                        |
| 13 | 2007年6月26日 | 私がAV女優になった理由（3） ザ・たっちの運試しすごろく日本列島 1MINUTE SHOW（2） ブラとり選手権（2） | はなわ ザ・たっち                                                                    |
| 14 | 2007年7月3日  | アイドルの本性（2） ザ・たっちの運試しすごろく日本列島                                               | チュートリアル ザ・たっち                                                            |
| 15 | 2007年7月10日 | デリバリーヘルスってどんなお仕事? ザ・たっちの運試しすごろく日本列島                                 | ヒロシ ザ・たっち                                                                    |
| 16 | 2007年7月17日 | 軽-1グランプリ（3） ザ・たっちの運試しすごろく日本列島                                               | クワバタオハラ ザ・たっち                                                            |
| 17 | 2007年7月24日 | 私がAV女優になった理由（4） ザ・たっちの運試しすごろく日本列島                                       | はなわ ザ・たっち                                                                    |
| 18 | 2007年7月31日 | イケない女の実態調査 ザ・たっちの運試しすごろく日本列島                                              | スピードワゴン ザ・たっち                                                            |
| 19 | 2007年8月7日  | 恥ずかしい水着の境界線 ザ・たっちの運試しすごろく日本列島                                            | サバンナ ザ・たっち                                                                  |
| 20 | 2007年8月14日 | 軽-1グランプリ（4） ザ・たっちの運試しすごろく日本列島                                               | クワバタオハラ ザ・たっち                                                            |
| 21 | 2007年8月21日 | 感度の良い子は霊感が強いって本当? ザ・たっちの運試しすごろく日本列島                                 | はなわ ザ・たっち                                                                    |
| 22 | 2007年8月29日 | 女心KING ザ・たっちの運試しすごろく日本列島                                                          | ケンドーコバヤシ サバンナ 久保田和靖（とろサーモン） 宇治原史規（ロザン） ザ・たっち |
| 23 | 2007年9月4日  | 変態さんいらっしゃい! ザ・たっちの運試しすごろく日本列島                                             | アンジャッシュ ザ・たっち                                                            |
| 24 | 2007年9月11日 | 女優さんとガチでコントは出来るのか? ザ・たっちの運試しすごろく日本列島                               | 次長課長 フットボールアワー ザ・たっち                                               |
| 25 | 2007年9月18日 | クイズ!領収書の女 ザ・たっちの運試しすごろく日本列島                                                 | ビビる大木 原口あきまさ ザブングル ザ・たっち                                        |
| 26 | 2007年9月25日 | AV女優座談会 ザ・たっちの運試しすごろく日本列島                                                      | はなわ ザ・たっち                                                                    |

## エンディングテーマ
- 2007年
  - 4月度 「SPRING LOVE」 DOUBLE
  - 5月度 「ワーニバル」 All Japan Goith
  - 6月度 「Ring」Metis
  - 7月度 「湘南 Mid Night Club」 5050
  - 8月度 「SUMMERTIME feat.VERBAL」 DOUBLE
  - 9月度 「蜜指〜ミツユビ〜」 シド

## スタッフ
- 構成：興津豪乃、栗坂祐輝、一文無隼人
- EED：生田目隼人
- MA：佐渡吉志広
- 音響効果：北澤亨（ふなや）
- CG：新名日出男
- TK：塚越倫子
- デスク：若松七重
- 技術協力：スタジオヴェルト
- 音楽協力：日本テレビ音楽
- 制作協力：MEDIA NETWORK、Hi MODE
- AP：杉本憲隆、岸豊
- ディレクター：中田三浩、野上貢
- プロデューサー：上田識喜/奥原篤、小林ユージ
- チーフプロデューサー：梅原幹
- 製作著作：日テレ

### 過去のスタッフ
- EED：田山和俊（V VISION STUDIO）
- MA：滝音春彦（V VISION STUDIO）